# Riksdagen 1856–1858

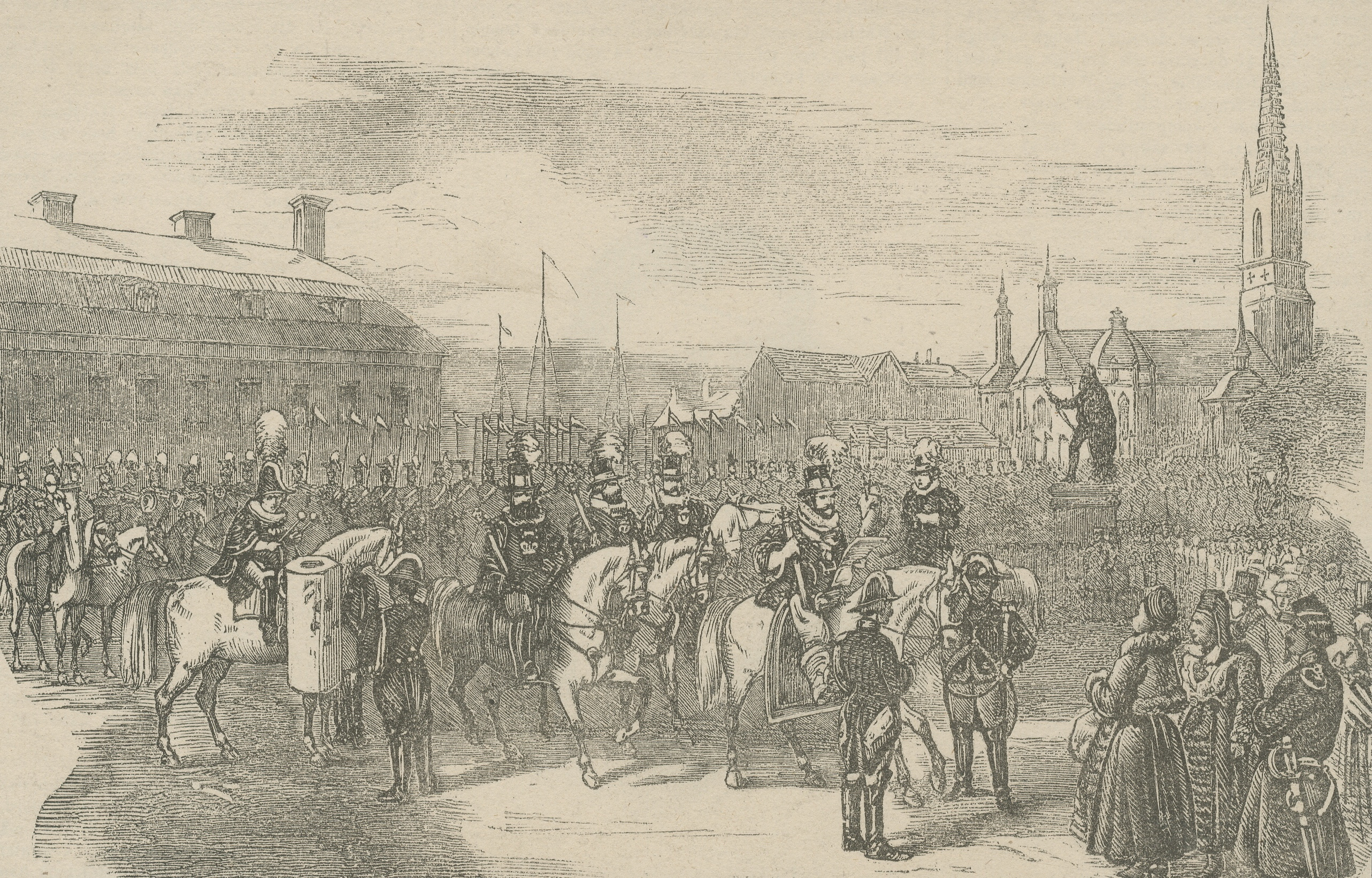
1856–1858 års riksdag avblåses av rikshärolden på Riddarhustorget.

Riksdagen 1856–1858 hölls i Stockholm.
Riksdagen öppnades den 23 oktober 1856. Till ridderskapet och adelns talman (lantmarskalk) utsågs Henning Hamilton. Prästeståndets talman var den nyblivne ärkebiskopen Henrik Reuterdahl, och dess vice talman var biskopen i Strängnäs, Thure Annerstedt. Borgarståndets talman var borgmästaren i Jönköping, Ferdinand Asker, och dess vice talman var grosshandlaren Johan Gustaf Schwan. Bondeståndets talman var Nils Strindlund från Västernorrlands län, och dess vice talman var Anders Andersson från Skaraborgs län.
Riksdagen avslutades den 10 mars 1858.

## Riksdagsmän
- Prästeståndets ledamöter vid riksdagen 1856–1858